# Mario Tamagno
Mario Tamagno (Torino, 19 giugno 1877 – 1941) è stato un architetto italiano, progettista di numerosi edifici a Bangkok, capitale del Siam, l'odierna Thailandia.

## Il Siam di inizio Novecento
A quel tempo il paese era l'unico della regione a non essere stato colonizzato, ad est confinava con l'Indocina francese (Laos e Cambogia), ad ovest la Birmania era diventata una colonia dell'Impero britannico, mentre a sud la Malaysia ne era diventata un protettorato. Per conservare l'indipendenza, il Siam aveva dovuto fare enormi concessioni politiche ed economiche alle due superpotenze e fu per limitarne l'influenza che il cambiamento del volto del paese fu affidato ad artisti di un paese estraneo alle vicende interne. La scelta dell'Italia fu fatta da re Chulalongkorn, che nelle sue due visite a Torino fu affascinato dalla monumentale bellezza della città. Dagli ultimi anni dell'Ottocento, diversi ingegneri, architetti ed artisti italiani, soprattutto piemontesi, progettarono e realizzarono i più grandi palazzi, ponti e monumenti che stavano trasformando Bangkok.

## Biografia

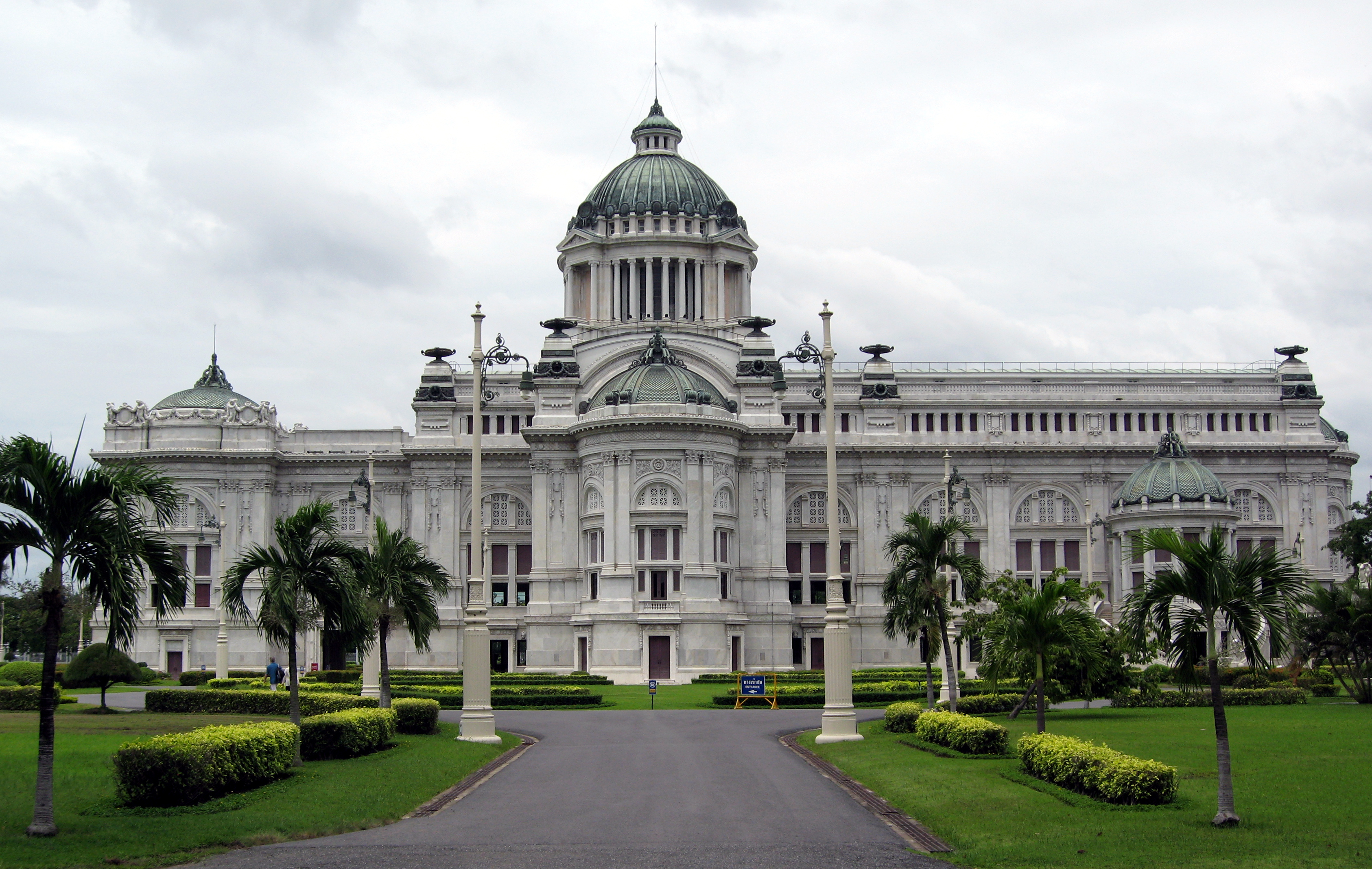
Il palazzo del trono Ananta Samakhom di Bangkok, progettato da Tamagno con Annibale Rigotti

Formatosi all'Accademia Albertina di Belle Arti di Torino, dopo la laurea Tamagno divenne insegnante dello stesso ateneo nel 1895. Si trasferì in Siam nel 1900, assunto dal governo siamese con un contratto di venticinque anni. Fra i molti italiani impiegati come architetti e ingegneri civili durante il regno di Chulalongkorn vi furono anche Emilio Giovanni Gollo, Ercole Manfredi, Carlo Allegri ed Annibale Rigotti.
Alcuni importanti edifici furono progettati da Tamagno insieme al concittadino Rigotti. Fra questi, uno dei primi e dei più importanti fu la Sala del Trono Ananta Samakhom, commissionata dal re Chulalongkorn nel 1907, una splendida costruzione in stile neorinascimentale italiano eseguita con marmo di Carrara. Il progetto strutturale fu realizzato dall'ingegnere Gollo, mentre gli affreschi furono eseguiti dai pittori italiani Galileo Chini e Carlo Rigoli. Il palazzo, oltre a essere una sala di ricevimenti dei sovrani, ha avuto in passato anche la funzione di Parlamento nazionale e di sala espositiva di una mostra permanente di artisti promossa da una fondazione presieduta dalla regina Sirikit.
L'opera fa parte del complesso dell'allora nuovo Palazzo Reale Dusit e fu completata nel 1915, cinque anni dopo la morte del sovrano. Dopo la morte di Chulalongkorn salì al trono il figlio Vajiravudh, che continuò l'opera di modernizzazione architettonica del regno iniziata dal padre.
Altri progetti eseguiti con Rigotti furono quelli di:
- Wat Benchamabophit, realizzato con la direzione dei lavori del principe Narisara Nuvadtivongs, fratello di Chulalongkorn, nei pressi della Sala del trono Ananta Samakhom. È un wat in marmo di Carrara che presenta uno stile misto tra il neoclassico italiano e quello dell'architettura tradizionale buddhista del paese.[5]
- Sala Nongkhran Samoson nel palazzo Suan Sunanda (1911).
- Villa Phitsanulok,[2] originale palazzo in stile gotico veneziano misto ad elementi siamesi, oggi residenza del primo ministro di Thailandia.[4]
- Padiglione siamese all'Esposizione internazionale di Torino del 1911, progettato a Bangkok, l'edificio presentava in prevalenza lo stile tradizionale siamese.[6]
- La ricostruzione della Chiesa di Santa Croce (1913), edificata in origine da portoghesi nel 1770.[3]
- Sala del trono Thewarat Sapharom nel palazzo Phaya Thai, per alcuni anni residenza del re Vajiravudh (C. 1910)

I progetti realizzati esclusivamente da Tamagno in Thailandia comprendono:
- Il ponte Makkhawan Rangsan.
- Ristrutturazione dell'hotel Oriental, sulla riva del Chao Phraya.
- La prima sede della Siam Commercial Bank, prima banca del Siam (1910).
- Il palazzo Bang Khun Phrom (1906).
- La sala residenziale Suan Kularb e la sala del trono Abhisek Dusit, oggi sede del museo dell'artigianato thai, nel complesso del Palazzo Dusit.
- Stazione di Hua Lamphong (1907).[6]
- Biblioteca Neilson Hays (1920–22)[3]

Durante il soggiorno in Thailandia, Tamagno sposò una donna italiana e tornò in patria al termine del contratto con il governo siamese.

## Galleria d'immagini

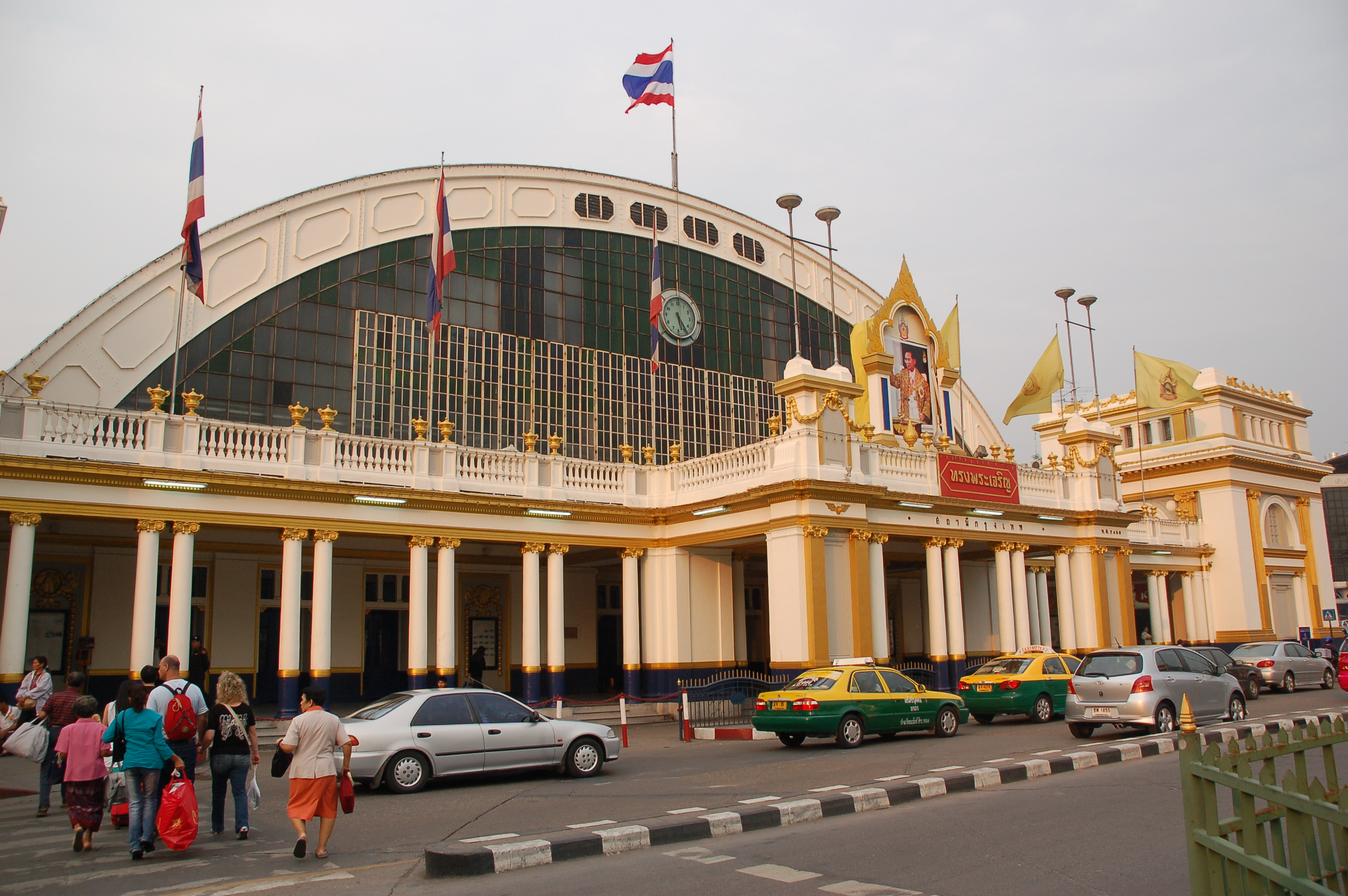
Facciata principale della stazione Hua Lamphong
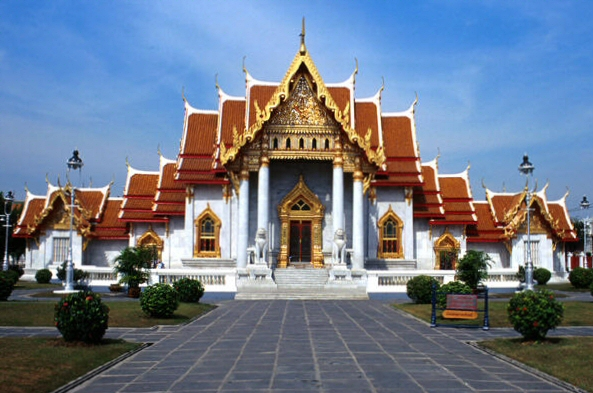
Phra Ubosot del Wat Benchamabophit
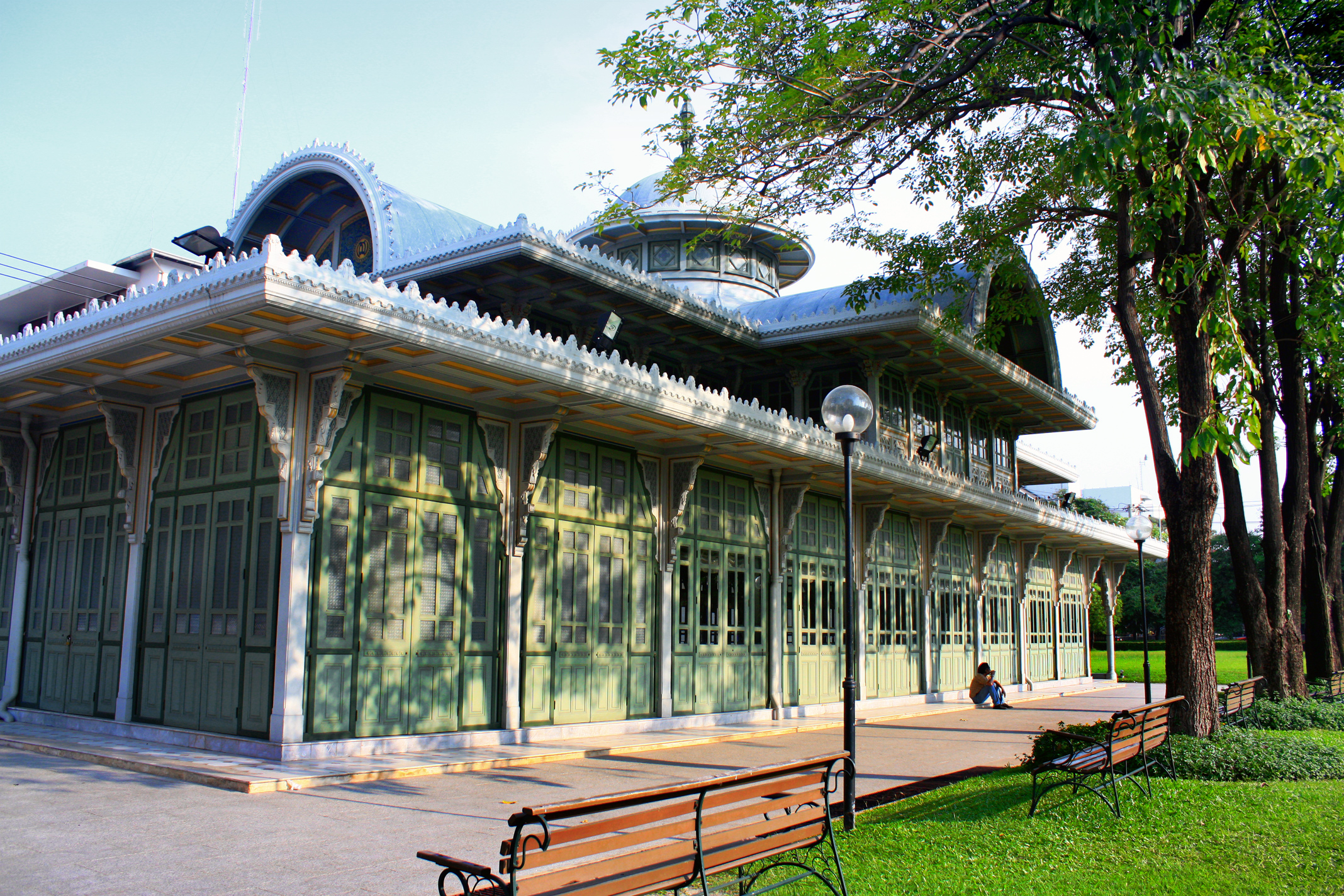
Sala del trono, Palazzo Phaya Thai
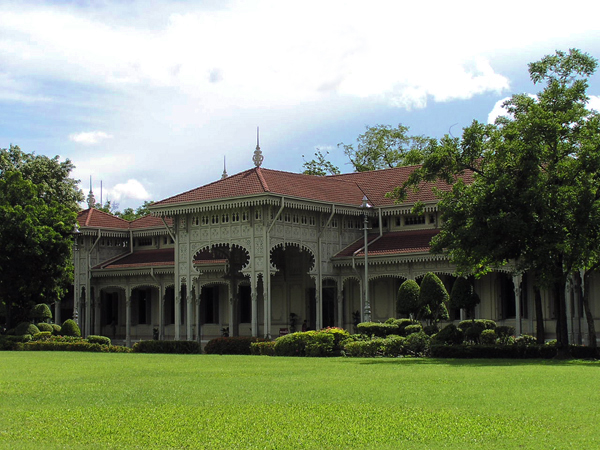
Sala del trono Abhisek Dusit, nel complesso del Palazzo Reale Dusit